# Effektivvärde

Grafer av växelspänningens sinusfunktion u samt u^{2} med markerat medelvärde. Vid kvadratrotsurdragning av detta medelvärde erhålles effektivvärdet.

Med effektivvärde menas i elektrotekniken och fysik, det kvadratiska medelvärdet av en, med tiden varierande, fysikalisk storhet. Vanligen används begreppet i samband med beräkningar på växelström. Effektivvärdet av exempelvis en växelspänning, i en växelströmskrets, är lika med den spänning som i en likströmskrets, med lika stor resistans, ger samma  effekt.
Effektivvärde betecknas på engelska root mean square, RMS, och definieras som kvadratroten ur tidsmedelvärdet av storhetens kvadrerade värde. Effektivvärde används för att förenkla beräkning av effekt i växelströmskretsar.
Om en växelspännings eller växelströms storlek anges exempelvis till 230 V, nätspänningen i svenska hushåll, är det oftast effektivvärdet som avses. Nätspänningens momentana värde varierar då mellan som mest 325 V (toppvärdet), det vill säga 230 gånger kvadratroten ur 2, och som minst -325 V. Av definitionen följer att lika stor värmeenergi utvecklas i ett elektriskt värmeelement som ansluts till vägguttaget som till en likspänning på 230 V. 

## Effektivvärde av periodisk signal
För en ideal sinusformad funktion (x) ges effektivvärdet (RMS) genom funktionens amplitud, så att
{\displaystyle x_{rms}={\frac {\hat {x}}{\sqrt {2}}}}
Effektivvärdet blir dock annorlunda när signalen (x) är uttryckt som en Fourierserie, då funktionen även har ett övertonsinnehåll utöver grundtonens effektivvärde. Effektivvärdet är då det aggregerade effektivvärdet av alla komponenternas effektivvärden, genom 
{\displaystyle x_{rms}={\sqrt {x_{rms,1}^{2}+x_{rms,2}^{2}+x_{rms,3}^{2}+x_{rms,4}^{2}+\dots }}}
där varje övertons effektivvärde är uttryckt genom samma samband som för grundtonen, dvs baserat på tonens amplitud
{\displaystyle x_{rms,n}={\frac {{\hat {x}}_{n}}{\sqrt {2}}}}
Sambandet för totala effektivvärdet kan även skrivas med hjälp av klirrfaktorn.

## Icke-periodiska vågformer
Om växelförloppet är tidskontinuerligt är effektivvärdet relaterat till växelförloppets standardavvikelse {\displaystyle \sigma _{x}} och tidsmedelvärde {\displaystyle {\bar {x}}} enligt 
{\displaystyle x_{\mathrm {rms} }^{2}={\bar {x}}^{2}+\sigma _{x}^{2}.}
Standardavvikelsen {\displaystyle \sigma _{x}} för en stokastisk signal är således ekvivalent med effektivvärdet av signalens avvikelse {\displaystyle x(t)-{\bar {x}}} från sitt medelvärde. Om ett växelförlopp har medelvärdet noll (likkomponent saknas) är effektivvärdet och standardavvikelsen ekvivalenta.

## Mätning av effektivvärde

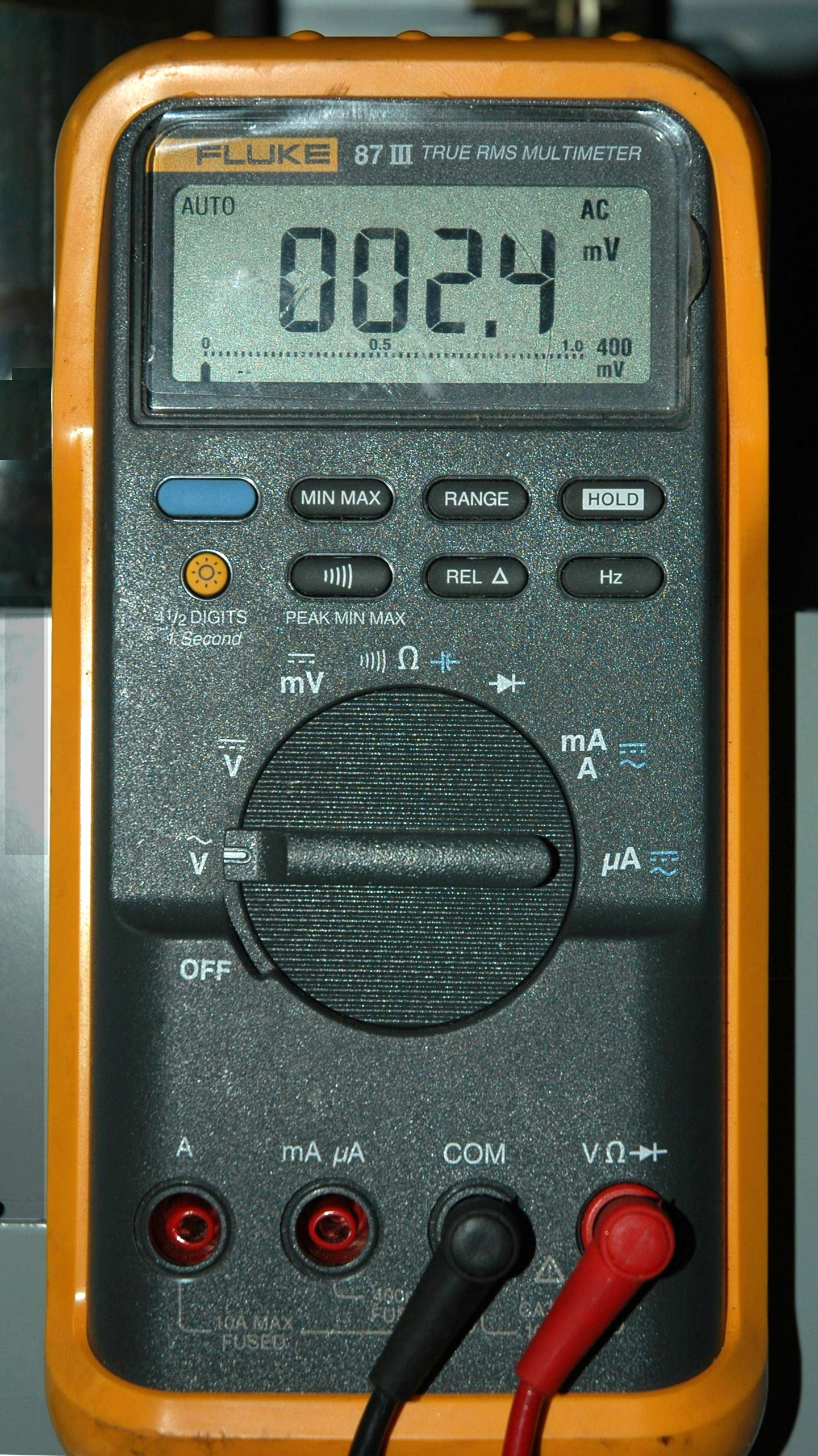
En multimeter visar en växelspännings effektivvärde i volt när man väljer läge V~ eller VAC, och en växelströms effektivvärde i ampere när man väljer läge (A~) eller AAC.

Om signalen är sinusformad är det enkelt att mäta signalens effektivvärde genom att först likrikta signalen och sedan använda ett medelvärdesavkännande instrument.
För en signal av godtycklig form är det betydligt svårare att mäta dess effektivvärde och kräver att instrumentet är av en tämligen komplicerad konstruktion.
Av betydelse för valet av instrument är frekvensen av det förlopp som skall mätas. Mätfelen ökar med förloppens frekvens och branthet.
Toppfaktorn (crestfaktorn) definieras som:
{\displaystyle C={|x|_{\mathrm {\text{topp}} } \over x_{\mathrm {rms} }}}
(kvoten mellan största värdet och effektivvärdet) och är ett mått på hur svår signalen är att mäta. Instrumentens mätområden brukar vara specificerade med hjälp av toppfaktorn. Normalt har instrumenten inga större problem att mäta signaler med en toppfaktor mindre än 3.

## Beräkning av effektivvärde
För en allmän signal s beroende på tiden t beräknas effektivvärdet enligt formeln:
{\displaystyle {\tilde {s}}={\sqrt {{\frac {1}{T}}\textstyle \int _{0}^{T}\displaystyle s(t)^{2}dt}}}
Där T står för den totala tiden för perioden och t för den förflutna del av denna där man vill beräkna signalen.